# Kimetsu no Yaiba: Hinokami Keppūtan
Kimetsu no Yaiba: Hinokami Keppūtan (鬼滅の刃 ヒノカミ血風譚) és un videojoc de lluita 3D desenvolupat per CyberConnect2. Basat en l'adaptació del manga de Guardians de la nit, el videojoc va ser llançat per Aniplex al Japó i per Sega a tot el món, per a Microsoft Windows, PlayStation 4, PlayStation 5, Xbox One, Xbox Series X i Series S l'octubre de 2021.

## Jugabilitat
El joc segueix els esdeveniments de la primera temporada de l'anime i Els guardians de la nit: El tren infinit. La història és protagonitzada per en Tanjirō Kamado, el qual s'uneix a la Legió dels Caçadimonis i s'enfronta contra diversos dimonis per aconseguir que la seva germana Nezuko torni a ser humana, ja que l'han convertida en un. La història s'explica a través de múltiples escenes i batalles contra dimonis que es veuen a la sèrie.
Hinokami Kepputan també presenta una manera versus, on els jugadors formen equips de dos lluitadors de la llista de personatges, inclosos els sis que van aparèixer a l'spin-off Chuukou Ikkan!! Kimetsu Gakuen Monogatari. El joc és compatible amb el mode multijugador local i en línia.

## Crítiques
El joc va rebre ressenyes mixtes, segons el lloc de ressenyes Metacritic.